# Céline Axelos
Pour les articles homonymes, voir Axelos.
Céline Axelos (en arabe : سيلين أكسيلوس), née Tasso, en 1902 à Alexandrie et morte dans cette même ville en 1992, est une poétesse, oratrice et femme de lettres égyptienne.

## Biographie

### Enfance et vie personnelle
Le père de Céline Axelos est un fonctionnaire de la classe moyenne. Ses parents sont d'origine libanaise, mais depuis longtemps établis en Égypte. Enfant, elle écoute les poèmes de son frère aîné, René Tasso, poète né en 1897 et qui meurt à l'âge de 22 ans de la tuberculose
Céline Axelos communique en français, la langue parlée par les classes supérieures en Égypte avant la Seconde Guerre mondiale. À seize ans, elle épouse George Salm (Salem), un riche propriétaire terrien de deux fois son âge. Ils ont un enfant, Joseph, mais le mariage est malheureux. Son mari prend la fuite avec le garçon âgé de 3 ans et le dépose dans un pensionnat en Virginie. Un divorce s'ensuit et l'enfant (qui a dit que sa mère était morte) est élevé dans des écoles et orphelinats en Amérique.
Quinze ans s'écoulent avant que Céline Axelos ne retrouve son fils. George Salm étant devenu citoyen américain, le gouvernement égyptien l'exproprie de ses vastes propriétés foncières. Le gouvernement fédéral américain finance la défense de Salm, avec la signature du président Herbert Hoover. Le cas, connu sous le nom de Salem Claim, est soumis à l'arbitrage international à Vienne, en Autriche, en 1931. Finalement, George Salm est dépossédé de toutes ses propriétés égyptiennes.
Céline Axelos habite toute sa vie à Alexandrie, en Égypte, faisant seulement de brèves excursions aux États-unis (une fois), au Liban (généralement pour rendre visite à son fils et sa famille) et en France.
Dans les dernières décennies de sa vie, Céline Axelos se met en retraite de la société et engage une démarche de plus en plus introspective, en s'appuyant sur sa foi chrétienne. Pendant de nombreuses années, la poétesse vit tranquillement dans un petit appartement au neuvième étage d'un immeuble sur une longue rue d'Alexandrie. Sa fidèle servante, durant quarante ans, Sophie, lui apporte de la nourriture quotidienne et lui fait le ménage.
Céline Axelos meurt en 1992.

### Œuvres
Deux de ses recueils de poèmes, en alexandrins sont publiés au cours de sa vie. Les Deux Chapelles (Alexandrie, Éditions Cosmopolis, 1943) contient 61 poèmes écrits dans les années 1938-43. Son recueil de 1952, Les Marches d'ivoire (Monte-Carlo, à Retrouver), contient une centaine de poèmes en cinq sections. Elle est bien connue comme conférencière. Ses conférences ont été des événements populaires. Ces exposés ont été par la suite en partie publiés.
Pendant de nombreuses années, Céline Axelos écrit une chronique hebdomadaire dans le Journal d'Égypte intitulée « Le Coin de soleil », commentant l'actualité, en particulier celle touchant les arts et les lettres.
Sur sa poésie, le critique littéraire Yves Gandon lui écrit : « Vous êtes une mystique attachée aux gloires terrestres, quelque chose de rare chez les femmes poètes. ». Léopold Sédar Senghor a écrit à propos de ses écrits en 1966 : « Dans vos poèmes j'apprécie l'éternel féminin et de la mélodie du rythme. À la lecture de votre travail, je me suis souvent rappelé celui de Marceline Desbordes-Valmore, dont le travail m'a profondément touché moi au cours de mes années au quartier Latin [à Paris]. »
Ses contes de fées restent non publiés. Un manuscrit de la collection de huit de ces histoires reste en possession de ses héritiers.
René Salm, petit-fils de Céline Axelos et compositeur de musique, a mis en musique cinq des poèmes de sa grand-mère. Le recueil de Chansons d'après Céline Axelos (pour soprano et piano) est rendu public en 2008.
Un hommage à Céline Axelos est paru sous forme de livre en 1987, écrit par Radamès Lackany (président de l'Atelier d'Alexandrie).